# Izdanja Antibarbarus
Izdanja Antibarbarus d.o.o. iz Zagreba je hrvatska izdavačka kuća. Neovisni je nakladnik, osnovan 1993. godine. Član je Zajednice nakladnika i knjižara (ZNK) pri Hrvatskoj gospodarskoj komori, također je član Grupacije nakladnika znanstvene i stručne knjige pri ZNK, te jedan od osnivača Knjižnog bloka – Inicijative za knjigu.

## Izdavački profil
Kao nakladnik njeguje specifičan izdavački profil koji obuhvaća društvene i humanističke znanosti, s naglaskom na filozofiju, povijest, povijest umjetnosti, teoriju književnosti, suvremenu političku misao, sociologiju, jezikoslovlje, a objavljuje i esejistiku, publicistiku te lijepu književnost. Do 2018. objavio je više stotina knjiga domaćih i stranih autora, kapitalna djela važna za hrvatski i srednjoeuropski kulturni millieu.

## Nagrade
- 2011. Nagrada za naučno djelo XXIII. Sajma knjiga i učila u Sarajevu: Predrag Finci IMAGINACIJA
- 2010. Državna nagrada za znanost u području društvenih znanosti Mariji Geiger za knjigu S ONU STRANU MONOKULTURE
- 2008. Nagrada Ministarstva vanjskih poslova Republike Italije: POVIJEST VENECIJE, grupa autora
- 2008. nagrada Istarske županije za prijevod djela o Istri: Maria Lenz Guttenberg: IZGUBLJENI RAJ – BRIJUNI
- 2006. nagrada Kiklop za znanstveno-popularnu knjigu godine: Dubravko Škiljan: MAPPA MUNDI
- 2005. nagrada Kiklop za knjigu eseja godine: Tonko Maroević: BORGESOV ČITATELJ / Portreti i prikazi
- 2003. Nagrada Kruno Prijatelj: Nikola Visković: STABLO I ČOVJEK / Prilog kulturnoj botanici
- 2001. Nagrada Petar Brečić: Sibila Petlevski: KAZALIŠTE SUIGRE / Gavellin doprinos teoriji
- 2000. Nagrada grada Zagreba: Slobodan Prosperov Novak: POVIJEST HRVATSKE KNJIŽEVNOSTI 1/3
- 1995. Nagrada Josip Juraj Strossmayer za najuspješnije znanstveno djelo na hrvatskom jeziku s područja društvenih i humanističkih znanosti: Radoslav Katičić: ILLYRICUM MYTHOLOGICUM
- 1993. Goranova nagrada za najbolju knjigu godine: Ranko Marinković: NEVER MORE

## Poveznice
- Izdavači knjiga u Hrvatskoj